# ناثان بول
ناثان بول (بالإنجليزية: Nathan Poole)‏ هو لاعب كرة قدم أمريكية أمريكي، ولد في 17 ديسمبر 1956 في ألكسندر سيتي في الولايات المتحدة.

## وصلات خارجية
- ناثان بول على موقع مرجع كرة القدم المحترفة.كوم (الإنجليزية)